# قياس رقمي لصور أشعة سينية
القياس الرقمي لصور الأشعة السينية (Digital X-ray Radiogrammetry) (المعروف اختصارًا باسم DXR) هي طريقة لقياس الكثافة المعدنية للعظام (BMD). ويعتمد القياس الرقمي لصور الأشعة السينية على تقنية قديمة هي قياس صور الأشعة. وفي القياس الرقمي لصور الأشعة السينية تقاس الكثافة القشرية لعظام السنع الوسطى لليد بصورة شعاعية رقمية عن طريق حاسوب وعبر عملية هندسية يتم تحويلها إلى الكثافة المعدنية للعظام. وتصحح الكثافة المعدنية للعظام بما يراعي مساميتها التي تقدر عن طريق تحليل نسيجي للجزء القشري من العظام.
وكما في التقنيات الأخرى لتقدير الكثافة المعدنية للعظام، تكون النتائج على شكل قيمة مساحية للكثافة المعدنية للعظام وقيمة T وقيمة التي يتحدد بها تخلخل العظم وخطر كسر العظام.
ويستخدم القياس الرقمي لصور الأشعة السينية بالدرجة الأولى بالاشتراك مع تصوير الثدي الشعاعي الرقمي للتنظير الشعاعي لتخلخل العظام، حيث يستخدم في قياس الكثافة المعدنية للعظام عند الحصول على صورة الأشعة السينية للصدر نفس الجهاز المستخدم في الحصول على صورة لليد. ونظرًا لـلدقة الكبيرة في نتائج القياس الرقمي لصور الأشعة السينية، فإنه يستخدم في مراقبة التغير في الكثافة المعدنية للعظام مع مرور الوقت.

## وصلات خارجية
- Bone Densitometry explained